# 科西诺-乌赫托姆斯基区
科西诺-乌赫托姆斯基区（俄語：район Косино-Ухтомский）是莫斯科东行政区的一区，面积15.06平方公里，人口89,438人。科西诺站、德米特里耶夫斯基街站、卢哈曼诺夫站及乌赫托姆斯基站位于本区内。它与韦什尼亚基区、维希诺-茹列比诺区、新科西诺区、涅克拉索夫卡区和柳别尔齐接壤。